# Brasão do estado do Rio de Janeiro
O brasão do estado do Rio de Janeiro é o emblema heráldico e um dos símbolos oficiais do estado brasileiro do Rio de Janeiro.

## Descrição heráldica
- O brasão de armas tem a forma tradicional dos escudos adotados pelo clero, oval – simbolizando os anseios cristãos do povo fluminense – cortado. A primeira seção, ocupando a metade superior, é azul, representando o céu e simbolizando a justiça, a verdade e a lealdade, com a silhueta da Serra dos Órgãos, destacando-se o pico Dedo de Deus; a segunda seção, ocupando um quarto da altura do escudo, é verde, representando a Baixada Fluminense; e a terceira seção, ocupando a quarta parte inferior, é, novamente, azul, lembrando o mar de suas praias.[2]
- O escudo é circundado por uma corda de ouro, simbolizando a união dos fluminenses.[2]
- Colocado brocante, uma águia de cor natural, com asas abertas, na atitude de alçar voo, representando o governo forte, honesto e justo, portador de mensagem de confiança e de esperança aos mais longínquos rincões de nosso estado; assente em um escudo redondo de azul, faixado e orlado de prata, respectivamente com as inscrições: "9 abril 1892", que figura na faixa, lembrando a promulgação da primeira constituição do estado do Rio de Janeiro, e Recte Rempublicam Gerere ("Gerir a coisa pública com retidão"), incluída na orla, traduzindo a preocupação constante do homem público do estado e coroado de uma estrela de 5 pontas de prata, representando a capital.[2]
- Como apoios, uma haste de cana e um ramo de cafeeiro frutado, de cor natural, colocados, respectivamente, à esquerda e à direita do escudo, representando os principais produtos da terra.[2]
- Listel de prata com a inscrição – "ESTADO do RIO de JANEIRO", em sable.[2]
- O timbre é a estrela Beta Crucis, de prata, representante do estado do Rio de Janeiro na Bandeira Nacional.[2]

## História

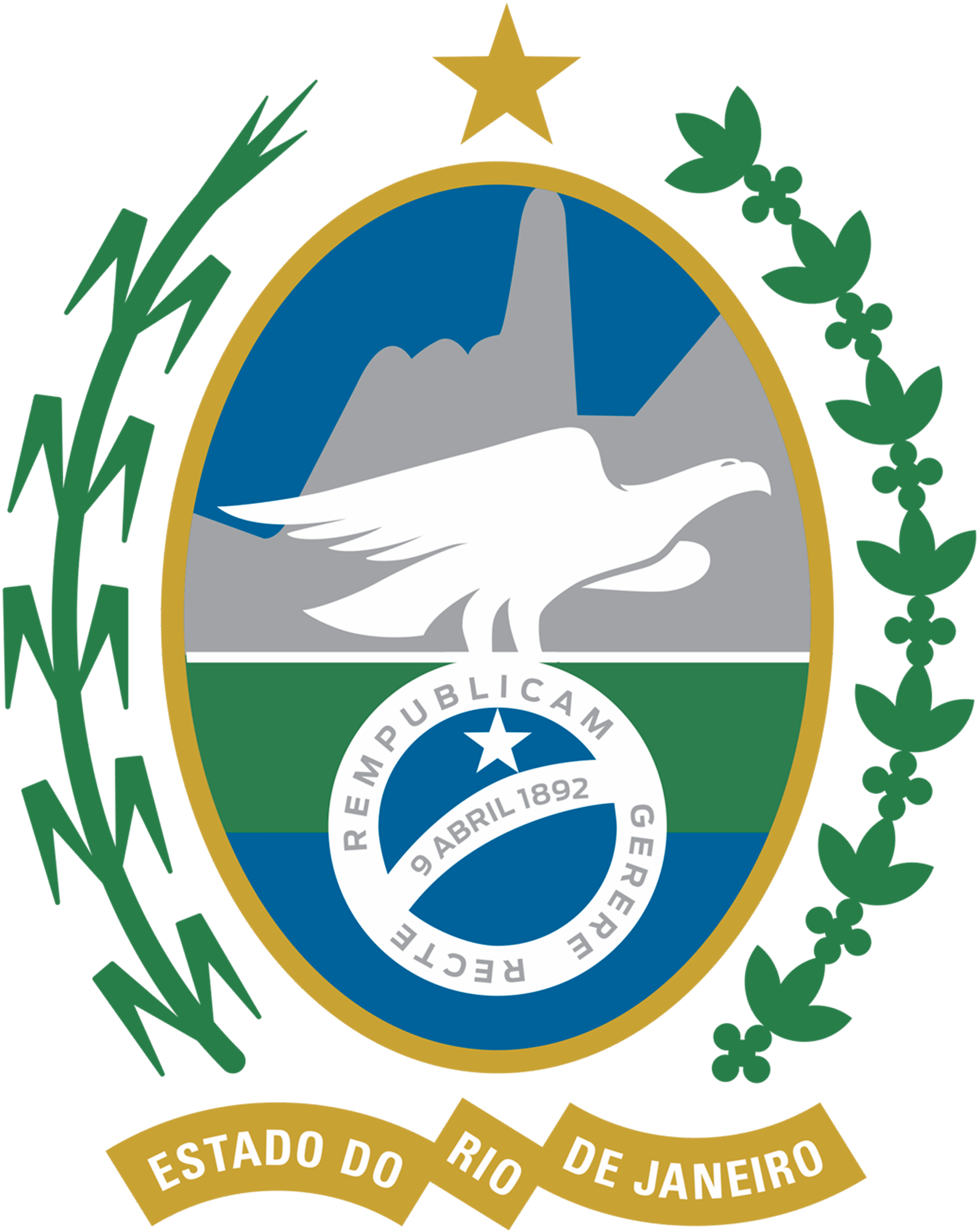
Versão estilizada do brasão, utilizada na logomarca do governo estadual. Esta versão não substitui o brasão oficial definido em lei.

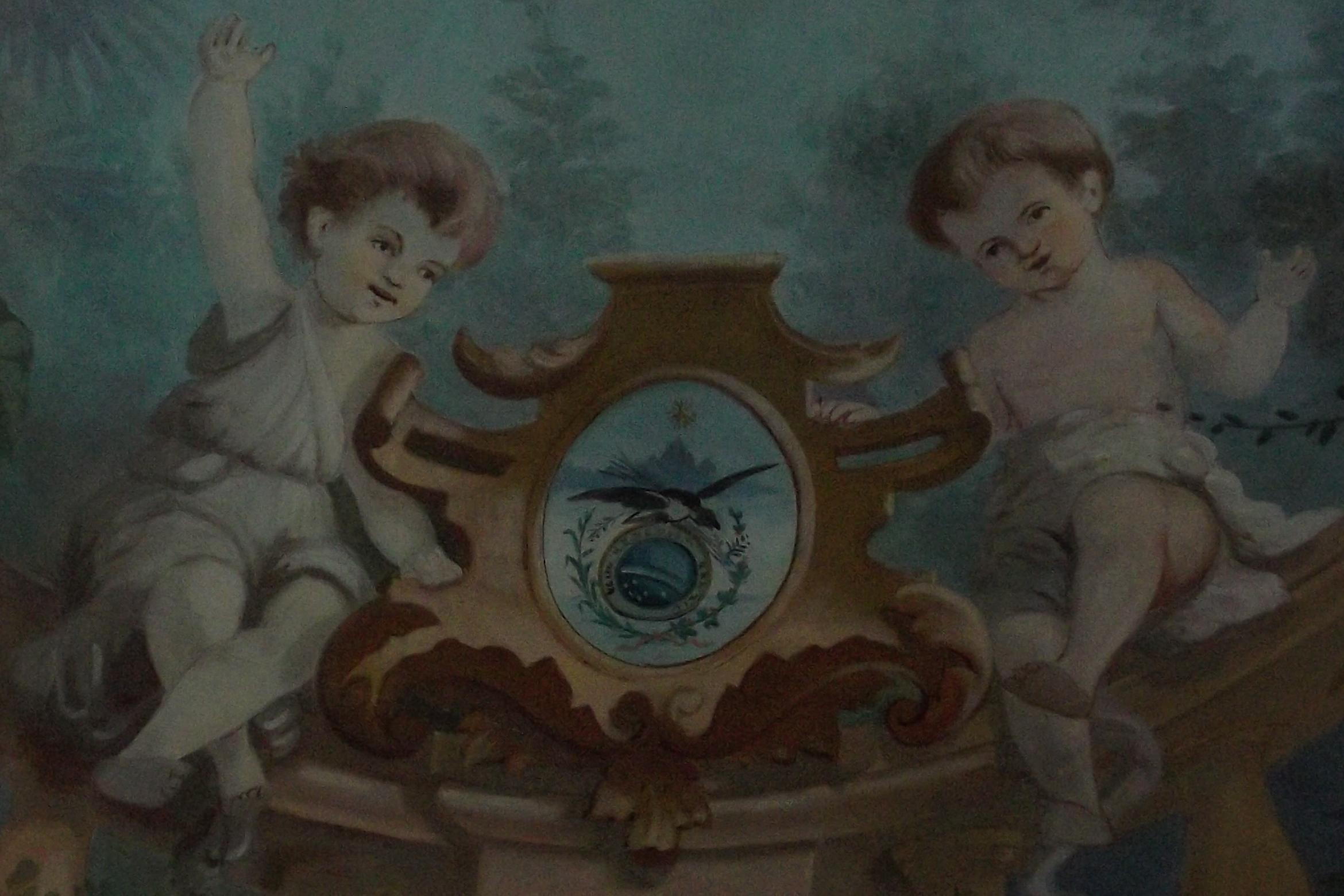
Brasão do Estado do Rio de Janeiro em detalhe da pintura do forro do Plenário do Palácio Amarelo, sede da Câmara Municipal de Petrópolis

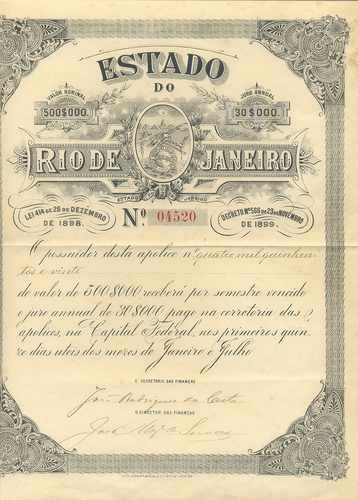
Apólice de 1899 emitida pelo estado do Rio de Janeiro

O brasão do estado do Rio de Janeiro foi instituído originalmente pela lei n. 3 de 29 de junho de 1892. De autoria do engenheiro fluminense Ricardo Honorato Pereira de Carvalho, o desenho do brasão adotado era bastante semelhante ao atual – com pequenas diferenças, como as cores, posição da estrela (que ficava dentro do escudo, sobre o Dedo de Deus), postura da águia, entre outras. 
Em 1937, durante o Governo Vargas, foi redigida uma nova Constituição, que proibiu simbologias estaduais. Entre 1937 e 1962, o Estado do Rio de Janeiro não possuiu, oficialmente, brasões ou bandeiras.

### Brasão atual
A versão atualmente em vigor do brasão foi criada a pedido do então governador do estado, o general Paulo Torres, conforme amplamente noticiado nos jornais da época. Foi instituída pela Lei 5 138, de 7 de fevereiro de 1963 e, posteriormente, revisada, descrita e interpretada pela Lei 5 588, de 5 de outubro de 1965. O autor da revisão foi Alberto Rosa Fioravanti, conforme atestam os jornais da época.

## Cores
O governo do estado especifica as seguintes cores, no sistema CMYK, para confecção do brasão:

Ciano: 100%  60%  40%
Amarelo: 100%
Magenta: 60%  60%  10%
Prata: 100%
Preto: 100%